# Pingüí salta-roques septentrional
El pingüí salta-roques septentrional (Eudyptes moseleyi) és un ocell marí de la família dels esfeníscids (Spheniscidae). Arran alguns treballs genètics de principis del segle xxi, la subespècie septentrional del pingüí salta-roques va rebre la categoria d'espècie, com Eudyptes moseleyi i va passar a ser designada en anglès com "Northern Rockhopper Penguin" (Pingüí salta-roques septentrional) i en francès com "Gorfou de Moseley" (Pingüí de Moseley).

La major part dels individus de l'espècie crien a les illes de Tristan da Cunha i Gough, a l'Atlàntic meridional, però també ho fan a les illes d'Amsterdam i Sant Pau, a l'Índic meridional.
Molt semblants al pingüí salta-roques, el plomall groc del cap és una mica més llarg i gruixut.